# Bukhang-brug
De Bukhang-brug is een tuibrug in aanbouw in de Zuid-Koreaanse stad Busan. De brug heeft een lengte van 3,1 km en de grootste overspanning is 480 meter. Met de bouw werd gestart in 2008. De brug verbindt de stadsdelen Yeongdo-gu en Nam-gu met elkaar, en overbrugt de toegang tot het noordelijk havengebied; de naam van de brug, vertaald 'noord-havenbrug' verwijst hiernaar.
De brug maakt net als de Gwanganbrug en Namhang-brug deel uit van de zuidelijke stadsringweg langs het centrum van Busan.